# Chyšky
Chyšky (en allemand : Klein Chischka) est une commune du district de Písek, dans la région de Bohême-du-Sud, en République tchèque. Sa population s'élevait à 1 056 habitants en 2024.

## Géographie
Chyšky se trouve à 32 km au nord-est de Písek, à 62 km au nord de Ceské Budejovice et à 62 km au sud de Prague.
La commune est limitée par Petrovice et Nechvalice au nord, par Nadějkov à l'est, par Vlksice, Přeštěnice et Zhoř au sud, et par Milevsko et Hrazany à l'ouest.

## Histoire
La première mention écrite du village date de 1291.

## Transports
Par la route, Chyšky se trouve à 11 km de Milevsko, à 41 km de Písek, à 73 km de České Budějovice et à 84 km de Prague.